# Thierry Henry
Thierry Daniel Henry, francoski nogometaš in trener, * 17. avgust 1977, Les Ulis, Essonne, Francija.
Thierry Henry je bivši nogometaš, ki je igral na položaju napadalca. Bil je tudi dolgoletni član francoske nogometne reprezentance.

## Nogometna pot
Svojo nogometno pot je pričel pri francoski nacionalni nogometni akademiji pri Clairefontaine. Zaigral je za  CO Les Ulis (1983–1989), nato pri Palaiseau (1989–1990), Viry-Châtillon (1990–1992) in FC Versailles (1992–1993). Profesionalno kariero je začel pr AS Monaco, kjer je svoj prvi nastop doživel leta 1994 pri sedemnajstih letih. Igral je na levem krilu, ker je takratni trener Arsène Wenger verjel, da bodo Henryjeva hitrost, kontrola žoge in spretnost bolj ogrožale branilce kot pa kot napadalec. Ta pogled je Wenger spremenil, ko je Henry podpisal za Arsenal.

### Henry pri Juventusu
Januarja 1999 je Juventus dobil napeto bitko za takrat 22-letnega Henrya. Ni ga bilo namreč tistega, ki si Francoza ne bi želel, po tem ko je blestel 4 leta v Monacu in v dresu francoske izbrane vrste, odpeljati iz kneževine v svoj klub. Uspelo je prav Juventusu, ki ga je kupil za £10.7 milijonov. A v italijanskem klubu so bili kmalu prepričani, da je bil nakup napaka. Junija 1999 so mladega Francoza prodali angleškem klubu Arsenal za £11 milijonov. 

### Henry pri Arsenalu
Po prestopu k Topničarjem, Wenger Henrya prestavil na položaj napadalca. Kar se je pokazala kot zelo dobra poteza. V sezoni 2000/2001 je zabijal odločilne gole za Arsenal, prišel do četrtfinala Lige prvakov in bil drugi v FA pokalu in Premier ligi. V sezoni 2001/2002 je zabil 32 golov in popeljal Arsenal do dvojnega naslova: naslova prvaka in pokalnega zmagovalca. V sezoni 2002/2003 je zadel neverjetnih 42 golov v vseh tekmovanjih in tako prepričljivo dobil naziv najboljšega igralca v Angliji. Maja 2003 je podaljšal pogodbo z Arsenalom do leta 2007. Henry je bil spet nezaustavljiv v sezoni 2003/2004, ko je zadel kar 44-krat, od tega 30-krat v Premier ligi, in tako je spet pobral nekaj nagrad s strani angleške nogometne zveze, novinarjev in igralcev. Bil pa je tudi drugi igralec sveta, kjer ga je premagal njegov rojak Zinedine Zidane. V sezoni 2004/2005 je zadel 25-krat v Premier ligi. Glede na to, da je izpustil kar nekaj tekem, je velik dosežek, da je spet postal najboljši strelec Premier lige. Z Arsenalom je tudi osvojil FA pokal, potem ko so po enajstmetrovkah v Cardiffu premagali Manchester United.

## Nagrade:
- Evropski mladinski prvak: 1996
- Francoski prvak z Monacom: 1997
- Svetovni članski prvak: 1998
- Zmagovalec Charity Shielda: 1999 in 2000
- Evropski članski prvak: 2000
- Najboljši strelec angleške lige: 2001/2002(22 golov), 2003/2004(30 golov), 2004/2005(25 golov)
- Angleški prvak z Arsenalom: 2001/2002, 2003/2004(sezona brez poraza...)
- Zmagovalec FA pokala z Arsenalom: 2001/2002 in 2002/2003, 2004/2005
- Zmagovalec pokala Konfederacij: 2003